# Kabinett Bouffier I
Das Kabinett Bouffier I bildete vom 31. August 2010 bis zum 18. Januar 2014 die Landesregierung von Hessen. Seine Wahl mitten in der Legislaturperiode wurde notwendig, nachdem sich der bisherige Ministerpräsident Roland Koch aus der Politik zurückgezogen hatte.

## Kabinett
| Amt                                                   | Bild | Name                                                              | Partei | Partei | Staatssekretäre |
| ----------------------------------------------------- | ---- | ----------------------------------------------------------------- | ------ | ------ | --- |
| Ministerpräsident                                     |      | Volker Bouffier                                                   |        | CDU    | |
| Stellvertreter des Ministerpräsidenten                |      | Jörg-Uwe Hahn                                                     |        | FDP    | |
| Inneres und Sport                                     |      | Boris Rhein                                                       |        | CDU    | Werner Koch Horst Westerfeld                                                                                        |
| Finanzen                                              |      | Thomas Schäfer                                                    |        | CDU    | Luise Hölscher (bis Oktober 2013) Horst Westerfeld                                                                  |
| Justiz, Integration und Europa                        |      | Jörg-Uwe Hahn                                                     |        | FDP    | Rudolf Kriszeleit Nicola Beer (bis 31. Mai 2012) Zsuzsa Breier (ab 1. Juni 2012)                                    |
| Soziales                                              |      | Stefan Grüttner                                                   |        | CDU    | Petra Müller-Klepper                                                                                                |
| Kultus                                                |      | Dorothea Henzler (bis 31. Mai 2012) Nicola Beer (ab 31. Mai 2012) |        | FDP    | Heinz-Wilhelm Brockmann (bis 10. Januar 2012) Herbert Hirschler (bis 31. Mai 2012) Alexander Lorz (ab 1. Juni 2012) |
| Wissenschaft und Kunst                                |      | Eva Kühne-Hörmann                                                 |        | CDU    | Ingmar Jung |
| Umwelt, Energie, Landwirtschaft und Verbraucherschutz |      | Lucia Puttrich                                                    |        | CDU    | Mark Weinmeister |
| Staatskanzlei                                         |      | Axel Wintermeyer                                                  |        | CDU    | Michael Bußer |
| Bundesangelegenheiten                                 |      | Michael Boddenberg                                                |        | CDU    | - |
| Wirtschaft, Verkehr und Landesentwicklung             |      | Dieter Posch (bis 31. Mai 2012) Florian Rentsch (ab 31. Mai 2012) |        | FDP    | Steffen Saebisch |

Am 20. April 2012 kündigte Wirtschaftsminister Posch seinen Rücktritt für den 1. Juni 2012 an. Nachfolger wurde der vorherige FDP-Fraktionschef im hessischen Landtag, Florian Rentsch. Nur einen Tag später kündigte auch Kultusministerin Henzler ihren Rücktritt bis spätestens zum 1. Juli 2012 an. Sie beugte sich damit dem Wunsch ihrer Partei, einen Generationswechsel vor der Landtagswahl Ende 2013 einzuleiten. Für die Nachfolge kam die Europa-Staatssekretärin im hessischen Justiz- und Europaministerium Nicola Beer, FDP, ins Gespräch. Am 31. Mai 2012 erhielt auch Henzler ihre Entlassungsurkunde, ihre Nachfolgerin wurde wie erwartet Nicola Beer.